# میلن ژامپانوی
میلن ژامپانوی (به فرانسوی: Mylène Jampanoï) (زاده ۱۲ ژوئیه ۱۹۸۰ ) بازیگر فرانسوی است.
از فیلم‌های معروف او می‌توان به بازی در فیلم آخرت(۲۰۱۰) و همچنین فیلم شهدا (۲۰۰۸) اشاره کرد.